# Regnbågslandet
Regnbågslandet eller Med Nanna i Regnbågslandet hette 1970 års adventskalender som sändes i både SR och Sveriges Radio-TV. Serien är skapad av den brittiskfödde konstnären och filmaren Robert Benson och utspelades, som titeln antyder, i ett regnbågsland med färger och former. Den är producerad av Hans Dahlberg.
Alla röster, förutom flickan Nanna, gjordes av Yvonne Lombard och Olof Thunberg. I radioversionen spelades rollfigurerna istället av Allan Edwall och hans dotter Malin.

## Handling
Genom en dörr i ett träd hamnar flickan Nanna i Regnbågslandet, där det alltid är sommar och grönska. Där finns också en Slickepinneskog och Färglådsland. I Regnbågslandet upplever Nanna äventyr och träffar Nanna figurer såsom Klown, Kalle Blomster, Osynliga pianot och Gubben uppochner som inte vet vad julen är för något. Nanna försöker därför lära dem vad jul är men de använder istället sina nya kunskaper på sitt eget sätt.

## Papperskalender

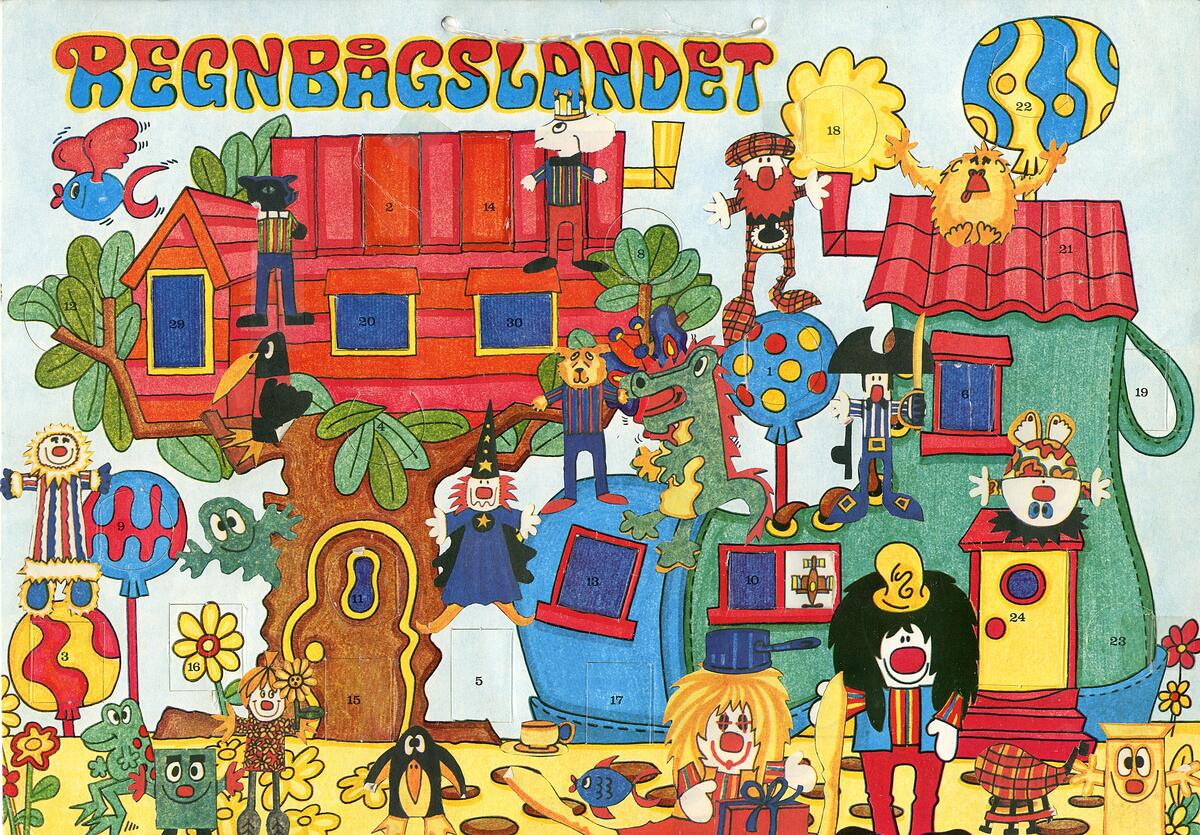
Regnbågslandet papperskalender

Kalendern ritades av Robert Benson och föreställer två färgglada byggnader i Regnskogen, nämligen en trädkoja och en sko. I bild syns även en clown och några djur.

## Om serien
Detta var den andra julkalendern som visades i färg och fokuserade också just på färger. Serien fick dålig kritik, eftersom den synbart inte hade något med julen att göra. Den anklagades även för att vara ett plagiat på Alice i Underlandet och ett kommersiellt jippo eftersom det i handeln såldes dockor, böcker, LP-skiva och annat med koppling till serien. Kritiken fick skaparen Robert Benson att ilskna till och hota med att lämna Sverige.
Delar av serien har varit publicerad i SVT:s Öppet arkiv. På grund av skiftande teknisk kvalitet på inspelningarna publicerades endast några delar.
Papperskalendern såldes i nära en miljon exemplar.

## Medverkande

### I radio
- Allan Edwall[1]
- Malin[1]

### I TV
- Ann-Charlott Strandberg – Nanna (röst och skådespel)[1]
- Yvonne Lombard – dockröster[1]
- Olof Thunberg – dockröster[1]
- Annty Landherr – dockor
- Günter Wetzel – dockor

## Avsnitt
Eftersom adventskalendern sändes från första advent den 29 november till julafton så hade serien 26 avsnitt som alla förutom Mörker över Regnbågsbyn och det sista avsnittet Förberedelse för regnfesten bestod av tvådelade avsnitt.
1. Nanna, Skärpta Simon, Klown och det underliga oljudet
2. Gubben Oppåner och småaporna
3. Nanna möter Kalle Blomster
4. Trollkarlen och hans lössläppta förtrollningar
5. Eskimårten och hans bråkiga pingvin
6. Drakbebisen med den besvärliga hickan
7. Petter Piraten och kanonen som inte ville skjuta
8. Mörker över Regnbågsbyn
9. Det vandrande önsketrädet
10. Den busiga Västanvinden
11. Mysteriet med den lustiga svarta lådan
12. Det osynliga pianot får en inneboende
13. Klown får en kamera
14. Förberedelse för regnbågsfesten

## Musik
Musiken till kalendern gjordes av gruppen Made in Sweden och signaturmelodin "I Regnbågslandet" sjöngs av Tommy Körberg. Regnbågslandet gavs ut på LP av SR Records. Sonet Music utgav också ett notblad med musik från serien.
| #  | Spår                                            | Medverkande                | Längd |
| -- | ----------------------------------------------- | -------------------------- | ----- |
| A1 | "Välkomna Till Regnbågslandet!"                 | G Wadenius                 | 4:16  |
| A2 | "Znublidojpschyst Sjablabraskojtjavitj (Klown)" | G Wadenius                 | 1:32  |
| A3 | "Blåsväder Är En Besvärlig Sak"                 | B Häggström                | 3:31  |
| A4 | "Trollkarlar Gör Vad Dom Vill"                  | B Häggström                | 3:16  |
| A5 | "I Norr Har Dom Kallt"                          | G Wadenius                 | 2:55  |
| A6 | "Mr Mac Och Onsynliga Pianot"                   | G Wadenius                 | 2:00  |
| A7 | "Om Apor Skrev Barnvisor"                       | Häggström Wadenius Borgudd | 2:05  |
| A8 | "Orangutango"                                   | G Wadenius                 | 1:58  |
| B1 | "Kalle Blomster Tar Sig En Lur"                 | G Wadenius                 | 3:36  |
| B2 | "Det Blommar, Det Blommar!"                     | G Wadenius                 | 2:53  |
| B3 | "Så'nt Brukar Inte Växa På Trän"                | B Häggström                | 2:05  |
| B4 | "Skjut Mej I Sank!"                             | B Häggström                | 3:23  |
| B5 | "Hi-Hi-Hick!"                                   | B Häggström                | 2:44  |
| B6 | "Ett Stycke Musik"                              | G Wadenius                 | 3:40  |
| B7 | "Se Lite Glad Ut!"                              | G Wadenius                 | 2:40  |
| B8 | "I Regnbågslandet"                              | G Wadenius Tommy Körberg   | 2:30  |